# 市中消化の原則
市中消化の原則（しちゅうしょうかのげんそく）とは、政府が発行する国債取引が市中銀行を含む民間市場との間で完結する流れを指す。戦後まもなく施行された財政法第5条で規定されている、日本銀行による日本国債の直接引き受けが禁止されている原則をいう（「復金インフレ#収束」も参照）。

## 解説
以下、細かい法規制を考慮せずに簡潔に説明する。
例えば、民間市場で100万円の預金を集めたA銀行があるとする。A銀行は市場から集めた預金を使って国債を購入する場合は中央銀行に開設している当座預金へ入金する必要がある。政府が50万円の資金調達を行うため国債を発行し、A銀行が購入するとA銀行は額面価格50万円の国債を得ると同時にA銀行の当座預金から政府の当座預金へ50万円が送金される。この時のA銀行の資産内訳は当座預金50万円と額面価格50万円の国債、負債内訳は預金100万円となる。政府の資産内訳は資産50万円、負債内訳は借入金50万円となる（実際は国債は利付けのため利払いも発生する）。
政府は借入金によって得た資金を使って支出を行う事が出来る。政府の支出によって経済主体が50万円の資金を受け取りA銀行に入金するとする。この時のA銀行の資産内訳は当座預金100万円と額面価格50万円の国債、負債内訳は預金150万円となる（ここで、A銀行は預金の全額引出しに対応できず、準備預金制度による制約が発生する）。この間の取引においてマネタリーベースの増減はない（日銀統計では政府が持つ当座預金はマネタリーベースから除外されるため、一時的にはマネタリーベースが減少するが当座預金全体に変化はないので日銀が公表するマネタリーベースには注意する必要がある）。
政府の借入金による支出はマネーサプライのみ増加させる。政府が借入金を返済する場合は税収入からであるため、経済主体から徴収した資金をもって返済をする。この時のA銀行の資産内訳は当座預金100万円、負債内訳は預金100万円となり、元に戻る。
以上が国債市中消化の流れとなり、一時的に政府の借入金支出によって経済主体の預金通貨を増加させるが、税収による借入金の返済後は国債発行前と同じとなる。

## 国債（借入金）による政府支出の問題点
- 実際取引において国債には金利支払いもあるので、発行価格以上の税収を必要とするため経済主体の税負担が高くなる（反論は#国債の是非を参照）。
- 政府支出を受ける者と受けない者の税負担に差が出る（反論はビルト・イン・スタビライザーを参照。なおこの場合、所得弾力性のない消費税は逆進的であるため例外）。
- 金利や市場価格に影響を与える可能性がある（財政破綻やその懸念により国債が売却され金利上昇。あるいは、国債の購入により民間資金需要を逼迫し金利が上昇するクラウディングアウトの懸念があるなどとされるが、そもそも原則的には無から有へと日銀当座預金残高を増やすことで市場へ資金供給がなされているので、むしろ金利が下がり、物価下落を抑制すると反論しうる）。
- インフレーションを起こす可能性がある（戦後の右肩上がりの時代と異なり、バブル崩壊以降のデフレ不況脱却には有効であると反論しうる）。

## 国債の是非
国債の発行は、経済主体へ強制的に借金をさせている事と同じである。その場合、財政法4条但し書き以下の後文は建設国債や赤字国債などで借入金を安易に行うための抜け穴として機能しているため削除し税収のみの財政に戻す必要がある。2024年6月時点で日本政府の借入金は1311兆421億円となっており、今後も増加する事になれば税負担率が上昇し、これは経済的な自由度の低下をもたらすこととなるというのが、特に財政均衡ないし健全財政を重視する立場、もしくは新自由主義や市場原理主義、あるいはグローバリズム的な観点から主張される。
一方で、市中銀行が開設している日銀当座預金（や準備預金）は当然に決済用預金であるため原則利子はつかない。なので、日銀が当座預金残高を増やせば（買いオペ）、日銀は市中銀行から有利子の国債を必ず買い取るか、もしくはその蓋然性が非常に高い。その結果、市場に資金が流れ信用創造が行われる。したがって、バブル崩壊以降のデフレ下では物価の下落を抑え、金利の低下をもたらすので有効な景気対策として経済成長の下支えとなる。また、先進国における経済のファンダメンタルからみて、2010年のギリシャ経済危機のような市場の信認がなくなり国債がデフォルトを起こすことは通常考えられないとされている。